# Z dawna Polski Tyś Królową
Z dawna Polski Tyś Królową – popularna pieśń maryjna wykonywana m.in. na skupieniach religijnych i ważnych uroczystościach kościelnych. 

## Historia
Powstała w 2. połowie XIX wieku i przeszła potem liczne przeobrażenia. Kanwą był czterozwrotkowy wiersz Kornela Ujejskiego Modlitwa, będący częścią Skarg Jeremiego zaczynający się od słów Grzeszni, senni, zapomniani z 1860 roku. Autor muzyki przez wiele lat pozostawał nieznany. Dopiero w XXI wieku odkryto, że autorem utworu, skomponowanego na głos i fortepian, jest Antoni Wincenty Rutkowski, a w oryginale pieśń nosi tytuł "Modlitwa uciemiężonych" i dedykowana jest artyście Opery Lwowskiej Władysławowi Floriańskiemu. 
Pierwsza publikacja nutowa utworu została wydana przez Gebethnera i Wolffa, nakładem księgarni Gustawa Seyfartha we Lwowie. W XIX wieku pieśń popularna była m.in. wśród młodzieży, potem spopularyzowano ją w Legionach Polskich. Uległa wtedy kolejnym przemianom słownym, ale melodia zawsze pozostawała niezmienna. Pieśń wykonywała współcześnie wokalistka Violetta Villas podczas swoich recitali. Organista i kompozytor Piotr Grinholc skomponowała Fugę na organy solo opartą na temacie pieśni. Znane dziś słowa Z dawna Polski Tyś Królową stanowią trzecią zwrotkę wiersza Kornela Ujejskiego Modlitwa uciemiężonych.

## Słowa
| Aktualna wersja pieśni | Grzeszni ludzie, zapomniani | Grzeszni, senni, zapomniani | Modlitwa uciemiężonych ( tekst K. Ujejski muzyka A. Rutkowski) |
| --- | --- | --- | --- |
| Z dawna Polski Tyś Królową, Maryjo! Ty za nami przemów słowo, Maryjo! Ociemniałym podaj rękę, Niewytrwałym skracaj mękę, Twe Królestwo weź w porękę, Maryjo! Gdyś pod krzyżem Syna stała, Maryjo! Tyleś, Matko, wycierpiała, Maryjo! Przez Twego Syna konanie, Uproś sercom zmartwychwstanie, W ojców wierze daj wytrwanie, Maryjo! Z dawna Polski Tyś Królową, Maryjo! Ty za nami przemów słowo, Maryjo! Miej w opiece naród cały, Który żyje dla Twej chwały, Niech rozwija się wspaniały, Maryjo! | Grzeszni ludzie, zapomniani, Ojcze nasz! Budzimy się dziś z otchłani, Ojcze nasz! Da nam jutrznię jasnowłosą Z krwi i potu obmyj rosą, Prowadź w pole choćby boso, Ojcze nasz! Upadamy dziś pod krzyżem, Chrystusie, Tylko Tobie się ukorzym, Chrystusie, Twoje Imię nam buławą, Zmień na jasną drogę krwawą, Daj zmartwychwstać nam ze sławą, Chrystusie! W Tobie niecił zapał Boży Duch Święty, Żar ten w serca niech nam wdroży Duch Święty, Proś więc, by przez łask Swych tchnienie W nas przytłumił żądz płomienie, Światłem rozwiał błędów cienie, Duch Święty! Dawna nasza Ty Królowo, Maryjo, Ty za nami przemów słowo, Maryjo, Niewytrwałym skracaj mękę, Ochromiałym podaj rękę, Twe Królestwo weź w porękę, Maryjo! | Grzeszni, senni, zapomniani, Ojcze nasz. Budzimy się już w otchłani, Ojcze nasz. Daj nam jutrznię jasnowłosą, Z plam i ze snu obmyj rosą, Prowadź w pole choćby boso, Ojcze nasz! Upadaliśmy pod krzyżem, Chrystusie! Ale Tobie się uniżym, Chrystusie! Twoje Imię nam buławą, Zmień na jasną drogę krwawą, Daj zmartwychwstać nam ze sławą, Chrystusie! Dawna nasza Ty Królowo, o Mario! Ach, za nami przemów słowo, o Mario! Ochromiałym podaj rękę, Niewytrwałym skracaj mękę, Twe Królestwo weź w porękę, O Mario! Ty zwycięski na katusze – spłyń Duchu! Czekają Cię nasze dusze w posłuchu! Rozpal miłość w naszym łonie, Mieczną palmę podaj w dłonie, Na przygasłe nasze skronie Spłyń Duchu! | I.Grzeszni senni zapomniani, Ojcze nasz! Budzimy się już w otchłani, Ojcze nasz! Daj nam jutrznię jasnowłosą, Z plam i ze snu obmyj rosą, Prowadź w pole choćby boso, Ojcze nasz! II. Upadliśmy pod krzyżem, Chrystusie! Ale Tobie się uniżym, Chrystusie! Twoje Imię nam buławą, Zmień na jasną drogę krwawą, Daj zmartwychwstać nam ze sławą, Chrystusie! III. Dawna nasza Ty królowo, O Maryo! Ach, za nami przemów słowo, O Maryo! Ochromiaiałym podaj rękę, Niewytrwałym skracaj mękę, Twe królestwo weź w porękę, O Maryo! IV. Ty zwycięski na katusze, spłyń Duchu! Czekają Cię nasze dusze, w posłuchu! Rozpal miłość w naszym łonie, Wieczną palmę podaj w dłonie, Na przygasłe nasze skronie, Spłyń Duchu! |